# Lukáš Kryštůfek
Lukáš Kryštůfek (* 15. srpna 1992 Humpolec) je český fotbalový obránce. Od začátku roku 2018 je hráčem Zbrojovky Brno.

## Hráčská kariéra
Humpolecký rodák a odchovanec přestoupil v žákovském věku do klubu FC Vysočina Jihlava. Za Jihlavu nastupoval v dorostenecké lize (2009/10: 16 startů/žádný gól, 2010/11: 15/0) a poté za B-mužstvo v Moravskoslezské fotbalové lize. V kádru A-mužstva byl už ve druholigové sezoně 2011/12, v níž se Jihlava vrátila po 6 letech do první ligy, ale na hřiště se nedostal. Po vzniku Juniorské ligy si za jihlavskou juniorku připsal během pěti sezon 28 startů a dal jednu branku (2012/13: 9/0, 2014/15: 8/1, 2015/16: 2/0, 2016/17: 5/0, 2017/18: 4/0). V sezoně 2013/14 hostoval ve druholigovém klubu FC Graffin Vlašim.
V nejvyšší soutěži debutoval v neděli 5. srpna 2012 v zápase domácí Jihlavy s Viktorií Plzeň, který skončil nerozhodným výsledkem 1:1 (poločas 1:1). První ligu hrál také ve Zbrojovce Brno na jaře 2018.
Po sestupu Zbrojovky zde hraje ve druhé lize. Na přelomu května a června 2019 odehrál obě barážová utkání o účast v I. lize proti 1. FK Příbram.

### Ligová bilance
| Ročník                  | Zápasy | Góly | Minuty | Klub                    |
| ----------------------- | ------ | ---- | ------ | ----------------------- |
| MSFL 2010/11            | 12     | 1    | –      | FC Vysočina Jihlava „B“ |
| MSFL 2011/12            | 24     | 2    | –      | FC Vysočina Jihlava „B“ |
| I. liga 2012/13         | 4      | 0    | 119    | FC Vysočina Jihlava     |
| II. liga 2013/14        | 28     | 0    | 2 447  | FC Graffin Vlašim       |
| I. liga 2014/15         | 13     | 0    | 994    | FC Vysočina Jihlava     |
| I. liga 2015/16         | 23     | 0    | 2 001  | FC Vysočina Jihlava     |
| I. liga 2016/17         | 3      | 0    | 211    | FC Vysočina Jihlava     |
| I. liga 2017/18         | 7      | 0    | 617    | FC Vysočina Jihlava     |
| I. liga 2017/18         | 12     | 0    | 1 054  | FC Zbrojovka Brno       |
| II. liga 2018/19        | 23     | 0    | 2 070  | FC Zbrojovka Brno       |
| CELKEM I. LIGA          | 62     | 0    | 4 996  |                         |
| CELKEM II. LIGA         | 51     | 0    | 4 517  |                         |
| CELKEM MSFL – III. LIGA | 36     | 3    | –      |                         |